# قرزه
قرزة یا گریسا شهری باستانی در لیبی روم در نزدیکی لیمز تریپولیتانوس بود. این دهکده کوچک ۳۰۰ نفری در منطقه پیش از بیابان تریپولیتانیا بود.

## تاریخ
حتی اگر یک سکونتگاه محلی کوچک وجود داشته باشد، تنها زمانی که لژیونرهای رومی به تریپولیتانیا رسیدند، شهر قرزه ایجاد و توسعه یافت. در ابتدا جمعیت آن عمدتاً بربرهای محلی بودند، اما برخی از بازرگانان رومی در اواخر دوران آگوستوس در آنجا ساکن شدند.
لیمز تریپولیتانوس در زمان امپراتوران هادریان و سپتیمیوس سوروس، به ویژه تحت فرماندهی Quintus Anicius Faustus در ۱۹۷–۲۰۱ بعد از میلاد گسترش یافت.
آنیسیوس فائوستوس به عنوان لگاتوس Legio III Augusta منصوب شد و چندین قلعه دفاعی از Limes Tripolitanus در Tripolitania ساخت که از جمله آنها Garbia و Golaia (Bu Ngem) به منظور محافظت از استان در برابر حملات قبایل چادرنشین بود. او وظیفه خود را به سرعت و با موفقیت انجام داد.
در نتیجه شهر رومی قرزه یا گریسا، که دور از ساحل و جنوب لپتیس مگنا قرار دارد، به سرعت در یک منطقه کشاورزی غنی توسعه یافت. گریسا پس از سال ۲۰۰ پس از میلاد، زمانی که امپراتور روم سپتیمیوس سوروس (متولد در لپتیس مگنا) به شیوه بهتری Limes Tripolitanus را سازماندهی کرده بود، به یک شهر پررونق تبدیل شد.
سربازان سابق - بیشتر بربرهای محلی، اما حتی تعدادی لژیونر از شبه جزیره ایتالیا - در این منطقه مستقر شدند و سرزمین خشک توسعه یافت. سدها و آب انبارها در وادی گریسا (که در آن زمان مانند امروز خشک نمی‌شد) برای تنظیم سیلاب‌های ناگهانی ساخته شد. این بناها هنوز قابل مشاهده است: در میان خرابه‌های گریسا معبدی وجود دارد که ممکن است به نیمه خدای بربر «گورزیل» تقدیم شده باشد و نام خود شهر حتی ممکن است با نام او مرتبط باشد.
کشاورزان غلات، انجیر، انگور، زیتون، حبوبات، بادام، خرما و شاید خربزه تولید می‌کردند. گریسا شامل چهل ساختمان، از جمله شش مزرعه مستحکم (Centenaria) بود. دو تای آنها واقعاً بزرگ بودند. شهر در قرون وسطی متروکه شد.
با دیوکلسین، آهک‌ها تا حدی رها شد و دفاع از منطقه توسط لیمیتانی‌ها، که سربازان بربر محلی بودند، انجام شد. لیمزها تا زمان بیزانس به عنوان یک محافظ مؤثر باقی ماندند (امپراتور ژوستینیان در سال ۵۳۳ پس از میلاد، لیمز را بازسازی کرد. پس از آن گریسا اهمیت یافت و به تدریج پس از تهاجمات اعراب در اواخر قرن هفتم ناپدید شد.
در قرن دهم، گریسا کاملاً فراموش شد و توسط ماسه پوشانده شد. تنها چند قرن بعد این منطقه دوباره آباد شد و اکنون - در نزدیکی خرابه‌های حفاری شده گریسا - شهر کوچکی به نام «قرزه» وجود دارد.

## یادداشت
1. ↑  Maps and information about Ghirza/Gerisa
2. ↑  Gerisa/Ghirza and the valley of Mausoleums (in French)
3. ↑  «Gherat-el-Garbia». بایگانی‌شده از اصلی در ۲۳ سپتامبر ۲۰۱۳. دریافت‌شده در ۸ مه ۲۰۲۲.
4. ↑  J.S. Wacher, "The Roman world", Volume 1, Taylor & Francis, 2002, شابک ‎۰−۴۱۵−۲۶۳۱۵−۸, pp. 252-3
5. ↑  Jona Lendering (2006). "Ghirza: Town". Livius
6. ↑  Al_allgi "Tarhuna: A map of the cultivated libyan lands in ancient times". Flickr
7. ↑  "Ghirza National monuments" بایگانی‌شده  در ۲۰۱۱-۱۱-۰۶ توسط Wayback Machine. LookLex
8. ↑  René Basset (1910). "Recherches Sur La Religion Des Berberes" [Research on Berber Religion]. Revue de L’Histoire des Religions.(French)
9. ↑  Bacchielli, L. La Tripolitania, in "Storia Einaudi dei Greci e dei Romani", Geografia del mondo tardo-antico, vol.20

## کتابشناسی - فهرست کتب
- اولون بروگان، دی جی اسمیت، گیرزا. سکونتگاه لیبی در دوره روم، مجموعه آثار باستانی لیبی، روما ۱۹۸۴.
- دیوید متینگلی. امپریالیسم، قدرت و هویت: تجربه امپراتوری روم (سخنرانی‌های میریام اس. بالموث در تاریخ باستان و باستان‌شناسی). انتشارات دانشگاه پرینستون پرینستون، ۲۰۱۳شابک ‎۱۴۰۰۸۴۸۲۷X
- والریا پورکارو. Osservazioni su alcuni rilievi delle necropoli di Ghirza con scene di sacrificio e di cerimonia، در لیدیانو باکیلی، ساندرو استوکی، مارگریتا بونانو آراوانتینوس، «اسکریتی دی آنتیچیتا در یادبود سادرو استوکی» (Studi Roma Miscellanei 299, جلد دوم، ۶،شابک ‎۸۸-۷۰۶۲-۹۱۷-۱)، صص. ۱۴۱–۱۴۶.